# Kerteminde-Nyborg Provsti
Kerteminde-Nyborg Provsti er et provsti i Fyens Stift. Provstiet blev dannet 1. november 2021 ved en sammenlægning af Kerteminde Provsti og Nyborg Provsti.
Kerteminde-Nyborg Provsti består af 31 sogne med 33 kirker, fordelt på 18 pastorater.

## Pastorater
| Pastorater i Kerteminde- Nyborg Provsti | Pastorater i Kerteminde- Nyborg Provsti | Pastorater i Kerteminde- Nyborg Provsti  |
| --------------------------------------- | --------------------------------------- | ---------------------------------------- |
| Aunslev-Bovense-Hjulby Pastorat         | Dalby-Stubberup Pastorat                | Flødstrup-Ullerslev Pastorat             |
| Frørup-Taarup Pastorat                  | Gislev-Ellested Pastorat                | Herrested-Refsvindinge-Kullerup Pastorat |
| Kerteminde-Drigstrup Pastorat           | Kølstrup Pastorat                       | Langå-Øskendrup-Svindinge Pastorat       |
| Marslev-Birkende Pastorat               | Mesinge-Viby Pastorat                   | Munkebo Pastorat                         |
| Nyborg Pastorat                         | Rynkeby-Revninge Pastorat               | Rønninge Pastorat                        |
| Skellerup-Ellinge Pastorat              | Vindinge Pastorat                       | Ørbæk Pastorat                           |

## Sogne
| Sogne i Langeland-Ærø Provsti | Sogne i Langeland-Ærø Provsti | Sogne i Langeland-Ærø Provsti |
| ----------------------------- | ----------------------------- | ----------------------------- |
| Aunslev Sogn                  | Birkende Sogn                 | Bovense Sogn                  |
| Dalby Sogn                    | Ellested Sogn                 | Ellinge Sogn                  |
| Flødstrup Sogn                | Frørup Sogn                   | Herrested Sogn                |
| Hjulby Sogn                   | Kerteminde-Drigstrup Sogn     | Kullerup Sogn                 |
| Kølstrup Sogn                 | Langå Sogn                    | Marslev Sogn                  |
| Mesinge Sogn                  | Munkebo Sogn                  | Nyborg Sogn                   |
| Refsvindinge Sogn             | Revninge Sogn                 | Rynkeby Sogn                  |
| Rønninge Sogn                 | Skellerup Sogn                | Stubberup Sogn                |
| Svindinge Sogn                | Taarup Sogn                   | Ullerslev Sogn                |
| Viby Sogn                     | Vindinge Sogn                 | Øksendrup Sogn                |
| Ørbæk Sogn                    |                               |                               |